# Пінотаж

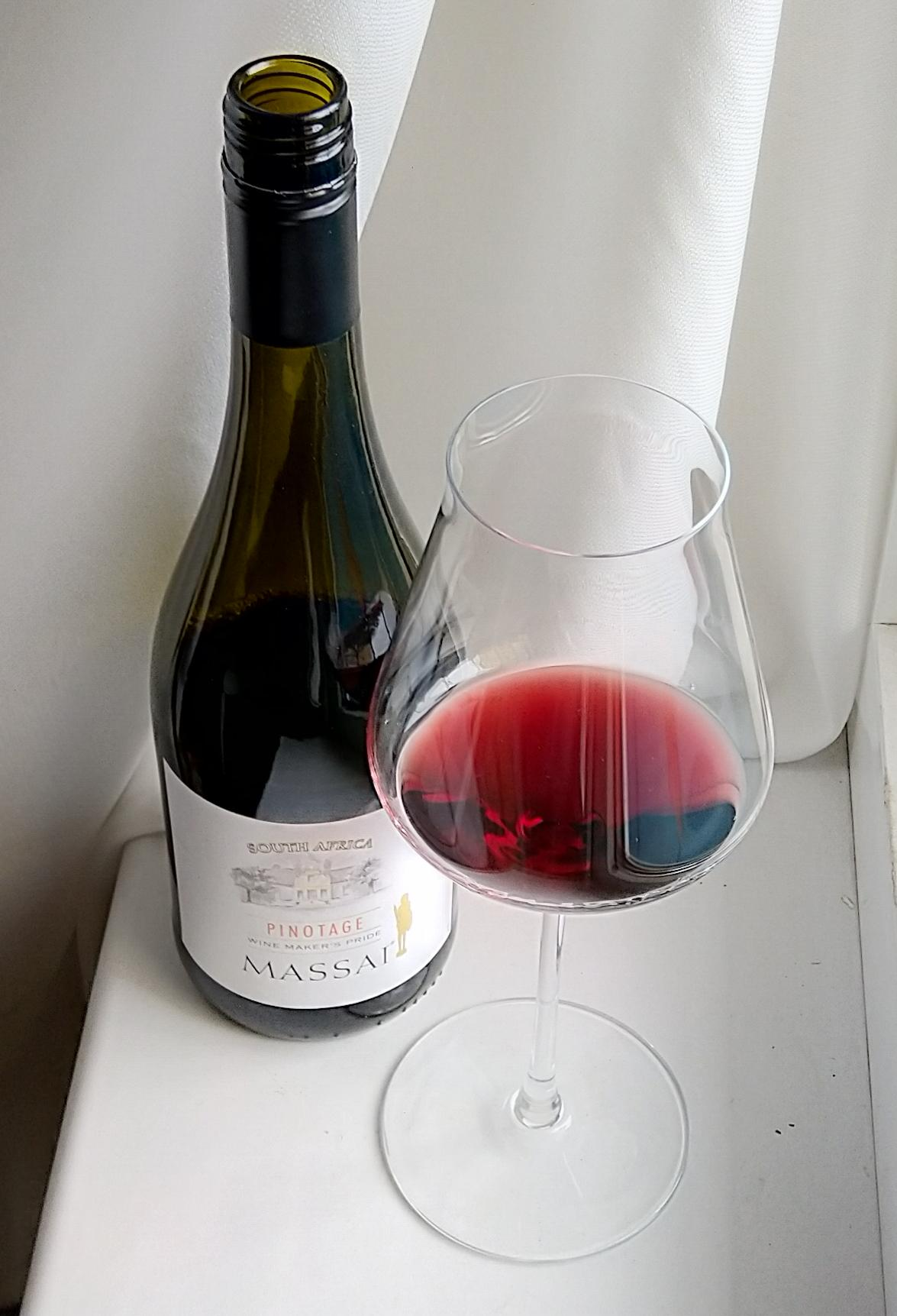
Вино з винограду Пінотаж

Пінотаж — технічний сорт червоного винограду з ПАР. Вважається візитівкою виноробства цієї країни.

## Історія
Сорт створений у 1925 році професором Стеленбошського університету Авраамом Ісааком Перольдом шляхом схрещування Піно Нуар з Сенсо. Перша партія вина з цього винограду була вироблена у 1941 році у м. Ельсенбург. У 1991 році отримав золоту медаль у Лондоні на міжнародному конкурсі вин.

## Географія сорту
Вирощується у ПАР (переважно у районі Стелленбошу та Кейптауну), Зімбабве, США (у Каліфорнії та Вірджинії), Новій Зеландії (у Гокс Бей та Окленді), Ізраїлі.

## Характеристики сорту
Дуже врожайний і невибагливий сорт. Сила росту лози середня. Пагони прямі. Лист за розміром невеликий, найчастіше п'ятилопатевий, сильнорозсічений. Знизу листової пластини опушення дуже слабке, ледве помітне, переважно по жилках. Квітка двостатева. Гроно невелике, середньої або слабкої щільності. За формою гроно Пінотаж варіюється від циліндричного до циліндро-конічного. Ягода дрібна або середня, овальної форми, темно-синього кольору. Шкірочка дуже товста. Консистенція ягоди — соковита. Сік не забарвлений, вміст цукрів — високий. Сорт середнього терміну дозрівання. Стійкість до мільдью та вірусних захворювань невисока, до оїдіуму Пінотаж відносно стійкий. Морозостійкість невисока — (-19-20 °C).

## Характеристики вина
Технологія виробництва вина з Пінотажу досить складна, якщо вона порушується, у вині розвивається неприємний присмак ацетону. Цей сорт винограду зазвичай використовується для виробництва сухих червоних, в значно меншій кількості — для виробництва рожевих або ігристих вин. Також створюються бленди Пінотажу з Каберне Совіньйон та Шираз. Пінотаж дає дуже варіативні вина за смаком та ароматом. Молоді вина мають виражений фруктовий смак та відносно високу кислотність. Витримані вина мають досить складний букет з приємними танінами, нотами спецій, шкіри та шоколаду. Вино зазвичай вживається молодим, але має гарний потенціал для витримки.